# Reisseronia arnscheidi
Reisseronia arnscheidi is een vlinder uit de familie zakjesdragers (Psychidae). De wetenschappelijke naam van deze soort is voor het eerst geldig gepubliceerd in 2006 door Weidlich.
De soort komt voor in Europa.